# ادوارد تورکینگتون
ادوارد تورکینگتون (انگلیسی: Edward Turkington; ۱۰ ژانویهٔ ۱۸۹۹ – ۳ سپتامبر ۱۹۹۶) بازیکن راگبی ۱۵ نفره اهل ایالات متحده آمریکا بود.